# Platinová kolekce
Platinová kolekce (2009) je album Jaromíra Nohavici, na kterém znovu vyšla jeho alba Doma (2006) a V Lucerně (2009). Obě tato alba, na kterých Nohavica vydal nahrávky ze svých koncertů, zahrnovala DVD i CD, Platinová kolekce tedy zahrnuje 2 DVD a 2 CD. Oproti původním albům, která si vydal Nohavica sám, vyšla Platinová kolekce u Sony Music v nově graficky řešeném balení, které cituje původní alba.